# Adolphe Osselaer
Adolphus Florimundus „Adolphe” Osselaer (ur. 14 lutego 1914 w Gandawie, zm. 6 stycznia 1955 tamże) – belgijski zapaśnik walczący w stylu klasycznym. Olimpijczyk z Berlina 1936, gdzie zajął siedemnaste miejsce w wadze lekkiej.

## Turniej wBerlinie 1936
| Konkurencja          | Walki               | Walki                 | Klas. końcowa |
| Konkurencja          | Przeciwnik I        | Przeciwnik II         | Miejsce       |
| -------------------- | ------------------- | --------------------- | ------------- |
| 66 kg styl klasyczny | Saim Arıkan (TUR) P | Lauri Koskela (FIN) P | 17.           |